# کوروش تهامی
کورش تهامی (زادهٔ ۴ اردیبهشت ۱۳۵۰) بازیگر ایرانی است. وی دانش‌آموختهٔ رشتهٔ تئاتر از دانشگاه آزاد اسلامی است و تاکنون تئاترهای گوناگونی از او به نمایش درآمده است. او در مقام مؤلف و کارگردان در دوره‌های متعددی از جشنواره تئاتر فجر حضور داشته است. از جمله در چهاردهمین جشنواره تئاتر فجر در سال ۱۳۷۴ که نمایش فردا را در کنار رقبای شاخصی نظیر قطب‌الدین صادقی با نمایش مویه جم، حسین نوری با نمایش شهود، سیاوش تهمورث با نمایش صورت به صورت و چیستا یثربی با نمایش سرخ سوزان به روی صحنه برد.
نخستین حضور او در سینما در سن ۲۵ سالگی بود که نخستین فیلم سینمایی‌اش با نام «سینما سینماست» را بازی کرد.
از کارهای وی در زمینه موسیقی و آواز می‌توان به آوازی که در سریال روزی روزگاری خواند با آهنگسازی فرهاد فخرالدینی اشاره کرد. همچنین تیتراژ سریال عصر پاییزی که اجرای دوباره یک ترانه قدیمی از ساخته‌های عطاالله خرم با تنظیم مجدد نیکان ابراهیمی به نام «خزان» بود. در سرود ای ایران که توسط برخی هنرمندان خوانده شد او همراه خواندن، دف نوازی را نیز به عهده داشته‌است. در مراسم شانزدهمین جشن حافظ نیز قطعهٔ «چریک» از ساخته‌های علی کمارجی توسط وی و رضا یزدانی به صورت دو صدایی اجرا شد.
وی عضو افتخاری کانون ادبی نفس و جزو سفیران انجمن اهدای عضو ایرانیان است.

## سوابق هنری

### تئاتر
| سال اجرا     | نام نمایش            | عنوان                              | نویسنده                            | کارگردان     |
| ------------ | -------------------- | ---------------------------------- | ---------------------------------- | ------------ |
| ١٣٧٢         | معركه در معركه       | نوازنده و خواننده                  | داود ميرباقرى                      | سياوش تهمورث |
| ١٣٧٣         | شهرزاد               | نوازنده و خواننده                  | امير دژاكام                        | امير دژاكام  |
| ١٣٧٣         | جمعه دم غروب         | بازيگر                             | چيستا يثربى                        | چيستا يثربى  |
| ١٣٧٤         | همزاد                | بازيگر                             | على موذنى                          | امير دژاكام  |
| ١٣٧٥         | فردا                 | بازيگر                             | شبنم طلوعى                         | شبنم طلوعى   |
| ١٣٧٥ تمرين   | من از كجا عشق از كجا | بازيگر و خواننده                   | پرى صابرى                          | پرى صابرى    |
| ١٣٧٥         | مراد                 | بازيگر                             | شبنم طلوعى                         | زهرا صبرى    |
| ١٣٧٦         | بيژن و منيژه         | بازيگر                             | پرى صابرى                          | پرى صابرى    |
| ١٣٧٦         | سلطان مار            | بازيگر                             | بهرام بيضايى                       | گلاب آدينه   |
| ١٣٧٧         | بازى هفتم            | آهنگساز                            | شبنم طلوعى                         | شبنم طلوعى   |
| ١٣٧٧         | شمس                  | بازيگر                             | نصرالله قادرى                      | امير دژاكام  |
| ١٣٧٨ جشنواره | تلخ بازى قمر در عقرب | بازيگر                             | نغمه ثمينى                         | شهره لرستانى |
| ١٣٧٩         | رمئو و ژوليت         | بازيگر                             | ويليام شكسپير                      | على رفيعى    |
| ١٣٨٠         | شازده احتجاب         | بازيگر، انتخاب و انجام امور موسيقى | هوشنگ گلشيرى                       | على رفيعى    |
| ١٣٨١         | كلفت ها              | انتخاب و انجام امور موسیقی         | ژان ژنه                            | على رفيعى    |
| ١٣٨٢         | قهوه تلخ             | بازيگر                             | شبنم طلوعى                         | شبنم طلوعى   |
| ١٣٨٣ جشنواره | بازگشت               | بازيگر                             | عليرضا نادرى حسین مهکام شبنم طلوعی | محسن عليخانى |
| ١٣٩١         | درخت بلوط            | بازيگر                             | تيم كرواچ                          | وحيد رهبانى  |
| ١٣٩٥         | كابوس حضرت اشرف      | بازيگر                             | حسين پاكدل                         | حسين پاكدل   |

### سینمایی
| سال  | نام فیلم               | کارگردان                       | نقش      |
| ---- | ---------------------- | ------------------------------ | -------- |
| ۱۳۷۵ | سینما سینماست          | ضیاالدین دری                   |          |
| ۱۳۷۶ | ساحره                  | داوود میرباقری                 |          |
| ۱۳۷۸ | دفتری از آسمان         | پرویز شیخ‌طادی                  |          |
| ۱۳۷۸ | شراره                  | سیامک شایقی                    |          |
| ۱۳۷۹ | مریم مقدس              | شهریار بحرانی                  |          |
| ۱۳۸۱ | این زن حرف نمی‌زند      | احمد امینی                     |          |
| ۱۳۸۲ | به رنگ ارغوان          | ابراهیم حاتمی‌کیا               | محسن     |
| ۱۳۸۳ | شبانه                  | کیوان علیمحمدی امیر بنکدار     |          |
| ۱۳۸۳ | از دوردست              | رامین محسنی                    |          |
| ۱۳۸۵ | سرگیجه                 | محمد زرین‌دست                   | الیاس    |
| ۱۳۸۵ | نسل جادویی             | ایرج کریمی                     | کاوه     |
| ۱۳۸۶ | آن مرد آمد             | حمید بهمنی                     |          |
| ۱۳۸۶ | خواب زمستانی           | سیامک شایقی                    |          |
| ۱۳۸۹ | برف روی شیروانی داغ    | محمدهادی کریمی                 | کامیار   |
| ۱۳۹۰ | بی خداحافظی            | احمد امینی                     |          |
| ۱۳۹۰ | گناهکاران              | فرامرز قریبیان                 | القاییان |
| ۱۳۹۰ | گامهای شیدایی          | حمید بهمنی                     |          |
| ۱۳۹۱ | دل بی‌قرار              | قربان محمدپور                  |          |
| ۱۳۹۲ | تنها در چند دقیقه سکوت | بهاره صادقی‌جم                  |          |
| ۱۳۹۴ | آشوب (نسخه سینمایی)    | کاظم راست گفتار                |          |
| ۱۳۹۴ | رگ خواب                | حمید نعمت‌الله                  | کامران   |
| ۱۳۹۶ | کروکودیل               | مسعود تکاور                    | کیان     |
| ۱۳۹۶ | اعتراف با دور تند      | احمد کاوری                     |          |
| ۱۳۹۷ | وکیل مدافع             | سلما بابایی _ ونداد دوشن       |          |
| ۱۳۹۸ | دختر ایران             | سیدجلال اشکذری                 |          |
| ۱۳۹۸ | سلفی با دموکراسی       | علی عطشانی                     | فرشته    |
| ۱۳۹۹ | کوزوو                  | میثم هاشمی طبا                 |          |
| ۱۴۰۰ | ۲۸۸۸                   | کیوان علی‌محمدی و علی‌اکبر حیدری |          |
| ۱۴۰۱ | عطرآلود                | هادی مقدم‌دوست                  |          |
| ۱۴۰۱ | راه شیری               | علی جعفرآبادی                  |          |
| ۱۴۰۲ | مرمر و چند زن دیگر     | رضا کریمی                      |          |

### تلویزیون
| سال تولید | نام اثر          | کارگردان          |
| --------- | ---------------- | ----------------- |
| ۷۷–۱۳۷۶   | فردا دیر است     | حسن فتحی          |
| ۷۹–۱۳۷۸   | روشنتر از خاموشی | حسن فتحی          |
| ۱۳۷۹      | قلب یخی          | مسعود رشیدی       |
| ۱۳۷۹      | مریم مقدس        | شهریار بحرانی     |
| ۱۳۸۰      | رستوران خانوادگی | حسین سهیلی‌زاده    |
| ۱۳۸۲      | بچه‌های خیابان    | همایون اسعدیان    |
| ۱۳۸۲      | شیخ بهایی        | شهرام اسدی        |
| ۸۳–۱۳۸۲   | مشق عشق          | بهرام بهرامیان    |
| ۸۵–۱۳۸۴   | زیر تیغ          | محمدرضا هنرمند    |
| ۸۶–۱۳۸۵   | ساعت شنی         | بهرام بهرامیان    |
| ۱۳۸۶      | نشانی            | رامبد جوان        |
| ۱۳۸۷      | شب می‌گذرد        | راما قویدل        |
| ۱۳۸۸      | خسته دلان        | سیروس الوند       |
| ۱۳۸۸      | گمشده            | راما قویدل        |
| ۱۳۸۸      | شمس العماره      | سامان مقدم        |
| ۱۳۸۹      | ملکوت            | محمدرضا آهنج      |
| ۱۳۸۹      | شوق پرواز        | یدالله صمدی       |
| ۱۳۸۹      | تبریز در مه      | محمدرضا ورزی      |
| ۱۳۹۱      | رویای گنجشک‌ها    | راما قویدل        |
| ۱۳۹۱      | یه تیکه زمین     | مهدی کرم‌پور       |
| ۱۳۹۱–۹۲   | عصر پاییزی       | اصغر نعیمی        |
| ۱۳۹۵      | دیوار شیشه ای    | راما قویدل        |
| ۱۳۹۵      | چهارگاه          | بیژن میرباقری     |
| ۱۳۹۶      | گمشدگان          | رضا کریمی         |
| ۱۳۹۶      | دختر گمشده       | احمد کاوری        |
| ۱۳۹۸      | سرگذشت           | سید جمال سیدحاتمی |

### تله‌فیلم
| سال  | نام فیلم       | کارگردان      |
| ---- | -------------- | ------------- |
| ۱۳۸۰ | گنج            | محسن قصابیان  |
| ۱۳۸۴ | زندگی برگ برگ  | شیلا رشیدیان  |
| ۱۳۸۶ | بازی مهره سفید | حسن لفافیان   |
| ۱۳۸۷ | شبهای خرمشهر   | حسین تبریزی   |
| ۱۳۸۷ | پیوند          | سعید عالم‌زاده |
| ۱۳۸۷ | ماه از روی سکو | آرش معیریان   |
| ۱۳۸۸ | شکار           | سعید سالارزهی |
| ۱۳۸۹ | خانه‌ای در غبار | احمد امینی    |
| ۱۳۹۰ | مرگ در می‌زند   | رزاق کریمی    |
| ۱۳۹۰ | عامل سوم       | مجید جوانمرد  |
| ۱۳۹۳ | دنیا+من        | حمید رفائی    |

### نمایش خانگی
| سال     | نام                | کارگردان        | نقش                |
| ------- | ------------------ | --------------- | ------------------ |
| ۱۳۸۷    | اسلحه سرد          | نادر مقدس       | امیر               |
| ۱۳۸۷    | قاتل پنجم          | بهروز خلجی      | حمید               |
| ۱۳۹۴    | اسید               | بهنود محمدی‌پور  |                    |
| ۱۳۹۴    | آشوب               | کاظم راست‌گفتار  | فرهاد معنوی / آشوب |
| ۱۳۹۵    | نفس‌های آرام        | میثم هاشمی‌طبا   |                    |
| ۱۳۹۷-۹۸ | دل                 | منوچهر هادی     | نکیسا شاپوری       |
| ۱۴۰۰    | شبهای مافیا        | سعید ابوطالب    | خودش               |
| ۱۴۰۲    | شب‌های مافیا:زودیاک | محمدرضا رضاییان | شرکت کننده         |

### فیلم کوتاه
| سال  | نام                | کارگردان           |
| ---- | ------------------ | ------------------ |
|      | آبنبات‌های چوبی     | طلوعی              |
|      | کویر آینه‌ها        | بنکدار و علی محمدی |
|      | آرزو               | هاشمی              |
|      | رادیولوژی یک پرتره | توده روستا         |
| ۱۳۹۴ | سیاه سرفه          | رضا توفیق‌جو        |

### گویندگی عروسک
| سال  | نام فیلم       | کارگردان         |
| ---- | -------------- | ---------------- |
| ۱۳۸۰ | تارزن و تارزان | علی عبدالعلی‌زاده |

## جوایز
- جایزه بهترین بازیگر مرد چهاردهمین جشنواره بین‌المللی تئاتر فجر برای نمایش فردا - ۱۳۷۴
- کاندید بهترین بازیگر نقش مکمل مرد در بیست و هشتمین جشنواره فیلم فجر برای فیلم سینمایی به رنگ ارغوان - ۱۳۸۸
- کاندید بهترین بازیگر نقش اول مرد برای فیلم سینمایی رگ خواب در نوزدهمین جشن خانه سینما - ۱۳۹۶
- جوایز جشن منتقدان و نویسندگان سینمای ایران دیپلم افتخار بهترین بازیگر نقش مرد برای فیلم سینمایی رگ خواب - ۱۳۹۶
- جایزه بهترین بازیگر نقش مرد از هجدهمین جشن حافظ برای فیلم سینمایی رگ خواب - ۱۳۹۷
- دیپلم افتخار بهترین بازیگر نقش اول مرد از یازدهمین جشن بزرگ منتقدان و نویسندگان سینمای ایران برای فیلم سینمایی رگ خواب - ۱۳۹۶
- جایزه ویژه هیئت داوران هفتمین جشنواره فیلم‌های ایرانی استرالیا در بخش بهترین بازیگر مرد برای فیلم سینمایی رگ خواب - ۱۳۹۷